# Janice Raymond
Pour les articles homonymes, voir Raymond.
Janice G. Raymond (née le 24 janvier 1943) est une professeure émérite en études des femmes et en éthique médicale à l'Université du Massachusetts à Amherst. Féministe radicale et abolitionniste, elle est connue pour son travail contre la violence, l'exploitation sexuelle et les maltraitances institutionnelles envers les femmes dans le milieu médical, ainsi que pour son travail controversé sur la transidentité.

## Éducation et carrière universitaire
Raymond obtient un bachelor en littérature anglaise au Salve Regina College en 1965, une maîtrise en études des religions de la Andover Newton Theological School en 1971 où elle travaille sous la supervision de la théologienne et philosophe féministe Mary Daly, et un doctorat en éthique et société du Boston College en 1977[réf. nécessaire].
À partir de 1978, Raymond enseigne à l'Université du Massachusetts à Amherst comme professeure émérite en études des femmes et en éthique médicale. Quand elle prend sa retraite en 2002, le Boston Globe l'inclut parmi les talents perdus par le campus. Elle travaillait également depuis l'an 2000 en tant que professeure adjointe en santé internationale à la Boston University School of Public Health (en). 

## Travail de plaidoyer
De 1994 à 2007, Raymond est la co-directrice exécutive de la Coalition Against Trafficking in Women (Coalition contre le trafic des femmes, CATW). Elle devient par la suite membre de son conseil d'administration. Au cours de son mandat, la CATW élargit son travail à l'international, en particulier dans les pays Baltes et en Europe de l'Est.
En janvier 2004 Raymond témoigne devant le Parlement européen de L'impact de l'industrie du sexe dans l'Union européenne. En 2003, Raymond, témoigne devant le sous-comité du Congrès des États-Unis sur La tragédie de l'esclavage et de la traite des êtres humains qui se poursuit au niveau international. Elle est membre d'une ONG membre de la délégation des États-Unis en Asie pour l'Initiative régionale contre la traite des femmes et des enfants (ARIAT) à Manille, aux Philippines, organisée par les gouvernements philippins et américains.
En 1999 et 2000, en tant que représentante d'une ONG à l'ONU sur le Comité de la criminalité transnationale à Vienne, elle aide à définir le Protocole des Nations unies visant à prévenir, réprimer et punir la traite des personnes, en particulier des femmes et des enfants, en addition à la Convention des Nations unies contre la Criminalité Transnationale Organisée.

## Publications

### Travail éthique sur l'instrumentalisation de la fertilité

#### Women as Wombs
Dans son livre de 1993 Women as Wombs: Reproductive Technologies and the Battle Over Women's Freedom, Janice Raymond examine comment le fait de réduire l’infertilité à une maladie a promu l'utilisation de nouvelles technologies reproductrices comme la fécondation in-vitro et la maternité de substitution. Au même moment, la fertilité des femmes est rejetée à l'Est[évasif], avec la promotion de technologies de stérilisation forcée, le recours à la prédétermination sexuelle et la destruction des fœtus femelles. Ce livre est le premier à examiner le trafic international de la reproductivité des femmes et des enfants en tant que système organisé par le commerce de l'adoption, des organes et de la maternité de substitution.

#### Réception critique
Women as Wombs, comme l'écrit un journaliste du San Francisco Chronicle[réf. à confirmer], est accueilli comme « une critique puissante et réfléchie du libéralisme reproductif ».
Un chroniqueur du Library Journal déclare pour sa part qu'« il est difficile de résister à sa conclusion que de nombreuses expériences de reproduction peuvent représenter une autre forme de violence contre les femmes ».

### Travail philosophique sur l'amitié

#### A Passion for Friends: Toward a Philosophy of Female Affection
Dans son livre de 1986, A Passion for Friends: Toward a Philosophy of Female Affection, (en français : Passion pour l’amitié: une philosophie de l'affection féminine), Janice Raymond s'écarte de son travail sur les technologies médicales pour entrer dans le domaine de l'amitié féministe, en tant que potentiel pour le développement d'une théorie féministe et politique.

#### Réception critique
Carolyn Heilbrun écrit au sujet de A Passion for Friends dans The Women's Review of Books[réf. à confirmer] : « Voici une brave entreprise, et elle commence par s'attaquer à la question centrale de l'amitié entre femmes : la nécessaire relation entre ces amitiés et l'accession au pouvoir et à la sphère publique. Ce que Raymond propose constitue la discussion la plus profonde et honorable concernant l'amitié entre femmes que nous avons... »
Diffusé également au Royaume-Uni, ce livre reçoit le prix City Limits pour le meilleur livre de non-fiction de 1986. La romancière Jeanette Winterson affirme que « c'est un livre complexe qui donne à penser et récompense bien le temps passé à le lire »[réf. nécessaire].

### Travail sur la transidentité

#### Thèse dansThe Transsexual Empire
Janice Raymond est surtout connue pour avoir écrit un livre sur la transidentité intitulé The Transsexual Empire: The Making of The She-Male, publié en 1979. L'ouvrage dérive de la thèse universitaire de l'autrice, produite sous la supervision de la féministe spécialiste en théologie Mary Daly. Il se veut examinateur du rôle de la transidentité — particulièrement dans ses aspects psychologiques et chirurgicaux — dans le renforcement des stéréotypes de genre traditionnels, de la façon dont le complexe médical et psychiatrique médicalise l'identité de genre et du contexte politique et social qui a favorisé l'émergence et la généralisation des traitements hormonaux pour les personnes transgenre et de la chirurgie comme une médecine thérapeutique habituelle.  

#### Réception critique et accusations de harcèlement
Le point de vue de Janice Raymond sur la transidentité a été violemment critiqué par les communautés LGBTI+ et féministes libérales comme transphobes et comme constituant un discours de haine contre les personnes transgenres,,,. The Transsexual Empire est considéré par les tenants du militantisme transgenre comme la base de l'idéologie[source ?] TERF.
Dans The Transsexual Empire, Janice Raymond inclut des passages à propos de Sandy Stone, une femme transgenre qui a travaillé en tant qu'ingénieure du son pour Olivia Records, et de Christy Barsky, les accusant tous deux de susciter la division dans les espaces de non-mixité dévolus aux femmes. Ces écrits ont été interprétés comme des attaques personnelles et du harcèlement à l'encontre de ces individus,. En droit de réponse, Sandy Stone publie en 1987 son essai The_Empire_Strikes_Back:_A_Posttranssexual_Manifesto.

#### Repentir partiel
Dans The Transsexual Empire, Raymond soutient l'hypothèse que la transidentité serait basée sur le mythe patriarcal de la « maternité mâle » et de la création de la femme à partir de l'homme. Elle affirme que cette idéologie a pour but de « coloniser l'identification, la culture, la politique et la sexualité féministe », et déclare : « Tous les transsexuels violent le corps des femmes en le réduisant à un artefact, en s'appropriant ce corps pour eux-mêmes. Les transsexuels coupent le moyen le plus évident d'envahir les femmes, pour ne pas paraitre invasifs. »
Dans une interview de 2014, Raymond nuance ses propos en affirmant qu'elle a « utilisé le viol comme une métaphore » dans le sens où une personne transgenre exigerait « l'accès à des corps de femmes » non pas comme propriété sexuelle, mais à travers une réassignation chirurgicale ou hormonale pour « devenir une femme ». Elle admet alors que la métaphore n'était pas appropriée et qu'elle ne l'utiliserait pas à nouveau dans le même contexte.

### Travail sur la prostitution et la traite sexuelle
Janice Raymond a également écrit sur la prostitution et donné des conférences à l'international à ce sujet via l'association qu'elle a un temps dirigée, Coalition Against Trafficking in Women (CATW). 
En 2000, Raymond co-publie une de ses études sur le trafic du sexe aux États-Unis intitulée Sex Trafficking in the United States: Links Between International and Domestic Sex Industries. En 2002, elle dirige et co-écrit un projet concernant plusieurs pays (les Philippines, l'Indonésie, la Thaïlande, le Venezuela et les États-Unis) intitulé Women in the International Migration Process: Patterns, Profiles and Health Consequences of Sexual Exploitation,.
Parmi les nombreux articles publiés par l'autrice, son travail intitulé Ten Reasons for Not Legalizing Prostitution and a Legal Response to the Demand for Prostitution a été traduit en plus de dix langues. Cet essai examine les modèles législatifs réglementaristes qui ont légalisé la prostitution et décriminalisé le proxénétisme et les arguments en leur faveur, en affirmant que la légitimation de l'industrie du sexe a rendu invisibles ses dommages causés aux femmes. Raymond soutient le modèle abolitionniste, alternatif à la fois de la réglementation de l'industrie du sexe et de sa prohibition, en préconisant la décriminalisation des personnes prostituées couplée à la pénalisation de la demande masculine d'enfants et de femmes comme objets d'exploitation sexuelle.

## Vie personnelle
Dans A Passion for Friends, Janice Raymond parle de son passé comme ancienne membre des Sœurs de la Miséricorde. Après avoir quitté le couvent, elle se déclare ouvertement lesbienne,.

## Distinctions et honneurs
En 2007, Janice Raymond reçoit l'International Woman Award 2007 du Zero Tolerance Trust à Glasgow, en Écosse.
En 1986, son livre A Passion for Friends: a Philosophy of Female Friendship est nommé meilleur livre de non-fiction par le magazine britannique City Limits.
En soutien à son travail, Raymond a reçu des subventions du département d'État des États-Unis, du National Institute of Justice, de la fondation Ford, de l'United States Information Agency, de la National Science Foundation, de la Norwegian Organization for Research and Development (NORAD) et de l'UNESCO[réf. nécessaire].

## Œuvre
- (en) Janice G. Raymond, The Transsexual empire : The Making of the She-Male, Boston, Massachusetts, Beacon Press, 1979, 220 p. (ISBN 978-0-8070-2164-4) Reprinted by Teachers College, Columbia University, New York; Editions du Seuil, Paris (1994).
- (en) Janice G. Raymond, The Sexual Liberals and the Attack on Feminism, New York, Pergamon Press, 1990 (ISBN 978-0-8077-6239-4)
- (en) Janice G. Raymond et Lynette J. Dumble, RU 486 : Misconceptions, Myths and Morals, Melbourne / Hamburg / Dhaka, Bangladesh, Spinifex Press / Konkret Literatur Verlag / Narigrantha Prabartan, 1991 (ISBN 978-1-74219-844-6)
- (en) Janice G. Raymond, Women as Wombs: Reproductive Technologies and the Battle Over Women's Freedom, San Francisco / Melbourne / Munich, Harper / Spinifex Press / Frauenoffensive, 1993, 254 p. (ISBN 978-0-06-250899-7)
- (en) Janice G. Raymond, A Passion for Friends : Toward A Philosophy of Female Affection, Boston / London / Munich, Beacon Press / the Women's Press  / Frauenoffensive, 1996 (ISBN 978-0-8070-6724-6) Reprinted by Spinifex Press, Melbourne (2001).
- (en) Janice G. Raymond, Donna M. Hughes et Carol Gomez, Sex Trafficking of Women in the United States : International and Domestic Trends, Kingston, Rhode Island, Coalition Against Trafficking in Women, mars 2001 (lire en ligne) Pdf.
- (en) Janice G. Raymond, A Comparative Study of Women Trafficked in the Migration Process : Patterns, Profiles and Health Consequences of Sexual Exploitation in Five Countries (Indonesia, the Philippines, Thailand, Venezuela and the United States), Coalition Against Trafficking in Women, 2002 (OCLC 50414499, lire en ligne)

### Articles
- Janice G. Raymond, « RU 486: Miracle drug turns nasty », Los Angeles Times, Tribune Publishing,‎ 11 avril 1993, p. M5
- Janice G. Raymond, Report to the United Nations special rapporteur on violence against women : Prostitution and trafficking, Coalition Against Trafficking in Women, 1995
- Janice G. Raymond, « Perspective on human rights: Prostitution is rape that's paid for », Los Angeles Times, Tribune Publishing,‎ 11 décembre 1995, B6
- Janice G. Raymond, « Prostitution as violence against women: NGO stonewalling in Beijing and elsewhere », Women's Studies International Forum (en), Elsevier, vol. 21, no 1,‎ january–february 1998, p. 1–9 (DOI 10.1016/S0277-5395(96)00102-1, lire en ligne)
- Janice G. Raymond, « The new UN trafficking protocol », Women's Studies International Forum, Elsevier, vol. 25, no 5,‎ september–october 2002, p. 491–502 (DOI 10.1016/S0277-5395(02)00320-5, lire en ligne)
- Janice G. Raymond, « Ten reasons for not legalizing prostitution and a legal response to the demand for prostitution », Journal of Aggression, Maltreatment & Trauma (en), Taylor & Francis, vol. 2, nos 3-4,‎ janvier 2004, p. 315–332 (DOI 10.1300/J189v02n03_17, lire en ligne)
- Janice G. Raymond, « Prostitution on demand: Legalizing the buyers as sexual consumers », Violence Against Women, SAGE Publishing, vol. 10, no 10,‎ octobre 2004, p. 1156–1186 (DOI 10.1177/1077801204268609, lire en ligne)